# درجه (نظریه گراف)

گرافی با حلقه‌ای که رئوس آن با درجه برچسب‌گذاری شده‌اند. در این گراف، حداکثر درجه ۵ و حداقل درجه ۰ است.

در نظریه گراف، درجه یک رأس گراف، تعداد یال‌هایی است که به آن رأس متصل هستند.
درجه یک رأس همچون {\displaystyle v} را با {\displaystyle \deg(v)} یا {\displaystyle \deg v} نشان می‌دهند. حداکثر درجهٔ یک گراف مانند {\displaystyle G} با نیز با {\displaystyle \Delta (G)} نشان داده می‌شود و مقداری معادل حداکثر مقدار درجهٔ تمام رئوس گراف {\displaystyle G} دارد. حداقل درجهٔ یک گراف با  {\displaystyle \delta (G)} نشان داده می‌شود، و مقداری معادل حداقل درجهٔ رئوس گراف {\displaystyle G} دارد.
در یک گراف منتظم، هر رأس درجه یکسانی دارد و بنابراین می‌توانیم از درجهٔ گراف صحبت کنیم. یک گراف کامل (که با {\displaystyle K_{n}} نشان داده می‌شود و {\displaystyle n} در آن تعداد رئوس گراف است) نوع خاصی از گراف منتظم است که در آن همهٔ رئوس حداکثر درجه ممکن (یعنی {\displaystyle n-1}) را دارند.
در یک گراف چندگانه، یک حلقه از آنجایی که دو انتهای متصل به رأس دارد، ۲ واحد به درجهٔ یک رأس اضافه می‌کند.

## مقادیر ویژه

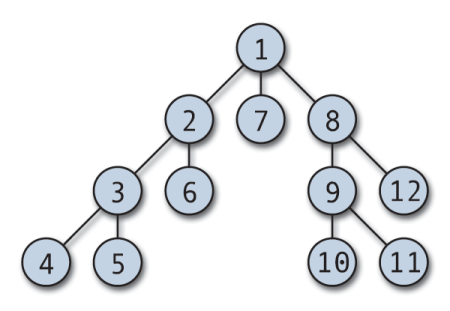
یک گراف بدون جهت با گره‌های برگ ۴، ۵، ۶، ۷، ۱۰، ۱۱ و ۱۲

- رأسی با درجه ۰، رأس ایزوله نامیده می‌شود.
- رأسی با درجه ۱، رأس برگ یا رأس انتهایی یا رأس آویز نامیده می‌شود و یالی که با آن رأس برخورد می‌کند، یال آویز نامیده می‌شود. در نمودار سمت راست، {۳٬۵} یک یال آویز است. این اصطلاح در مطالعه درخت‌ها در نظریه گراف و به خصوص درخت‌ها به عنوان ساختار داده رایج است.
- رأسی با درجهٔ n-1 در یک گراف با n رأس، رأس غالب نامیده می‌شود.